# Soca
Soca je žanr karipske glazbe koji je nastao unutar marginalizirane supkulture u Trinidadu i Tobagu u kasnim 70-im, a razvio se u rasponu stilova 1980-ih i kasnije. Soca se razvio kao izdanak kaisa/kalipso glazbe s utjecajima funka i soula.
Soca je evoluirao u posljednjih 20 godina, prvenstveno kroz glazbenike iz raznih anglo-karipskih zemalja, uključujući Trinidad i Tobago, Gvajanu, Sveti Vincent i Grenadini, Barbados, Grenadu, Svetu Luciju, Antigvu i Barbudu, Britanske Djevičanske otoke, Američke Djevičanske otoke, Bahame, Dominiku, Sveti Kristofor i Nevis, Jamajku, Belize i Montserrat. Tu su značajne i produkcije od umjetnika u Kanadi, Panami, Gvatemali, Sjedinjenim Američkim Državama, Velikoj Britaniji i Japanu. Osnivač soce bio je Garfield Blackman koji se proslavio kao "Lord Shorty" svojim hitom iz 1963. "Cloak and Dagger". On je počeo pisati pjesme i izvoditi ih u kalipso žanru. Kasnije je počeo eksperimentirati mješajući elemente kalipso i indo-karipske glazbe stvarajući tako novi žanr. 
Postoji više podžarnova soce: Chutney soca, Ragga soca, Parang soca, Steelband soca, Groovy soca, Bouyon soca i Power Soca.

## Poznate pjesme
- "Sweet Soca Song (La La La Ti Ti Ti)" - Robin Imamshah
- "Who Let the Dogs Out?" - Baha Men
- "Soca Dance" - Charles D. Lewis
- "Defense (The Anthem Remix)" - Machel Montano, Pitbull i Lil Jon
- "Come Dig It" - Machel Montano
- "All I Know" - Claudette Peters
- "Expose" - Tizzy
- "Ragga Ragga" - Red Plastic Bag
- "Don't do That" - Soca Johnny
- "Nookie" - Jamesy P
- "Differentology" - Bunji Garlin
- "Soul on Fire"  - Ken Marlon Charles

## Vanjske poveznice
- Soca and Calypso music history  Arhivirana inačica izvorne stranice od 11. studenoga 2007. (Wayback Machine) - the National Library of Trinidad and Tobago (engl.)
- Soca music last.fm (engl.)